# Jaeger-LeCoultre

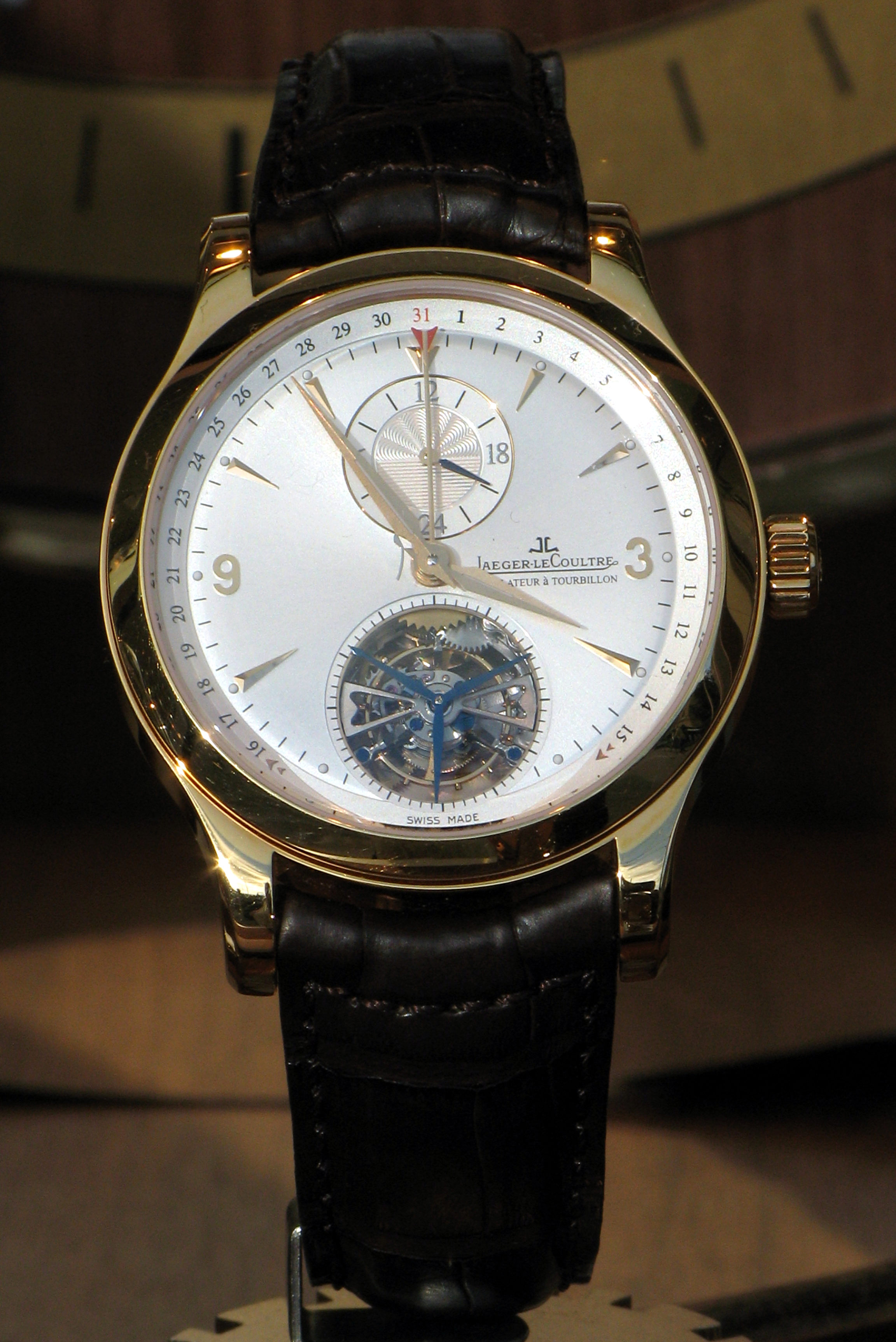

Jaeger-LeCoultre is een Zwitsers horlogemerk, waarvan de eerste vestiging door Antoine LeCoultre (1803-1881) in 1833 is opgericht. Dit volgend op de uitvinding van een machine die pennen kon produceren voor horloges. Antoine LeCoultre was een uitvinder en had zichzelf aangeleerd hoe horloges gemaakt moesten worden. Na oprichting van de eerste werkplaats, volgde in 1844 de uitvinding van de Milionometer, een meetinstrument dat de nauwkeurigheid van de gemaakte horlogeonderdelen op de micrometer nauwkeurig kon meten.
In 1866, toen het maken van Zwitserse horloges nog veelal gebeurde in meerdere werkplaatsen op basis van huisnijverheid, besloten Antoine LeCoultre en zijn zoon Elie om alle vaardigheden die nodig zijn om een horloge te maken onder één dak te brengen. Voor de aandrijving van alle benodigde gereedschappen was er een stoommachine geïnstalleerd. Hiermee werd LeCoultre & Cie de eerste manufactuur in het district Vallee du Joux, gelegen in het westen van Zwitserland.
De bijnaam van deze manufactuur was 'La Grande Maison' wat het dankte aan het grote aantal ambachten, zoals horlogemakers, technici en handarbeiders dat in het gebouw gehuisvest was.
In 1903 stelde de Parijzenaar Edmond Jaeger (1858-1922) de Zwitserse horlogemakers de uitdaging om de door hem uitgevonden calibers te produceren. Jacques-David LeCoultre, kleinzoon van de oprichter, nam deze uitdaging aan. De samenwerking en daaropvolgende vriendschap tussen beide mannen leverde een reeks aan vernieuwingen op horlogegebied op met in 1937 de oprichting van het merk Jaeger-LeCoultre.
Tegenwoordig maakt het bedrijf nog diverse horloges en uurwerken. De prijzen beginnen rond de 5000 euro voor een simpel en klein model met een simpel uurwerk, maar lopen snel op naar enkele tienduizenden euro's. De allerduurste en meest exclusieve horloges kunnen enkele tonnen kosten.
Compagnie Financière Richemont SA is de eigenaar van Jaeger-LeCoultre.